# Jorge Guardiola
Jorge Guardiola (n. 1963, Madrid, Noua Castilie⁠(d), Spania) este un trăgător de tir ce a reprezentat Spania, medaliat olimpic. A participat la 2 ediții ale Jocurilor Olimpice (1988, 1992) în care a câștigat o medalie de bronz.